# Sprechstunde für Liebe
Sprechstunde für Liebe (Originaltitel: Appointment for Love) ist eine US-amerikanische Filmkomödie aus dem Jahr 1941. Unter der Regie von William A. Seiter spielen Charles Boyer und Margaret Sullavan ein Ehepaar, das erst zueinander findet, als es fast schon so aussieht, als sei ihre Ehe gescheitert.

## Handlung
André Cassil ist ein erfolgreicher Bühnenautor. Auch sein neuestes Stück kommt beim Publikum sehr gut an. Bei der Premiere fällt ihm eine junge Frau in der ersten Reihe auf, die merkwürdig zusammengesunken auf ihrem Platz verharrt. Als er ihr helfen will, traut er seinen Augen kaum, als er feststellen muss, dass sie während seines Stückes eingeschlafen ist. Es stellt sich heraus, dass sie Jane Alexander heißt und Assistenzärztin an einer Klinik ist. Sehr bestimmt erklärt sie ihm, dass Liebe nur eine chemische Reaktion sei. Gerade wegen ihrer sonderbaren Haltung interessiert Cassil sich für sie und spricht schon am nächsten Tag, Herzbeschwerden vortäuschend, in der Klinik vor, wo sie angestellt ist. Tatsächlich erreicht er, dass Jane Alexander ihn untersucht. Sie tut das mit der ihr eigenen Gründlichkeit und kommt zu dem Ergebnis, dass er kerngesund sei. Eine Einladung seinerseits lehnt sie ab mit der Begründung, dass sie Notfalldienst habe. Seine Hartnäckigkeit ihr gegenüber zahlt sich mit der Zeit aber doch aus, so dass Jane seinen Heiratsantrag annimmt mit der Begründung, dass sie das Experiment der Ehe und was wirklich dahinterstecke, erkunden möchte. Ausgerechnet an seinem Hochzeitstag, meldete sich eine Nancy Benson, eine frühere Freundin, bei André Cassil. In einer schwachen Stunde hatte er ihr vor längerer Zeit ein Fast-Eheversprechen gegeben. Sie bittet ihn, sie vom Bahnhof abzuholen. Um die Ankunft von Nancy vor seiner Frau zu verheimlichen, kommt André auf die verrückte Idee, Jane vorzumachen, am Bahnhof sei ein Feuer ausgebrochen und er müsse löschen helfen. Die jammernde Nancy kann er letztendlich dazu bringen, wieder heimzufahren. Durch ein Telefongespräch hat Jane inzwischen herausgefunden, dass es keinen Brand am Bahnhof gegeben hat, lässt sich aber gegenüber ihrem frisch angetrauten Mann nichts anmerken. Der nächste Anruf gilt Jane und beordert sie zurück nach New York, da man in der Klinik dringend ihre Hilfe benötigt. Was für eine Hochzeitsnacht!
Auch Andrés nächster Schritt geht daneben. Jane will nicht zusammen mit ihm in der extra angemieteten Wohnung im 17. Stock leben. Sie hat sich bereits im 22. Stock einquartiert. Sie begründet das damit, dass sie unabhängig bleiben und über ihre Zeit wie bisher verfügen wolle. Immerhin bekommt André einen Schlüssel zu ihrer Wohnung und sie im Gegenzug einen zur Wohnung ihres Mannes. Schon das gemeinsam geplante Frühstück, das Jane auf acht Uhr festgelegt hat, wird zum Desaster – zu unterschiedlich sind die Gewohnheiten der beiden. Die nun folgende Zeit verbringen die Eheleute nur sehr sporadisch einmal miteinander. Immer wieder fühlt André sich von seiner Frau vor den Kopf gestoßen. Sei es, dass er einen Arztkollegen, Michael Dailey, bei ihr auf dem Chaiselongue vorfindet, oder sich sogar in Janes Wohnung ihren Patienten konfrontiert sieht, die nach einer Behandlung dort noch etwas ruhen müssen. Als Jane ihrem Mann erklärt, dass sie mal wieder Nachtwache in der Klinik halten müsse, lädt André Meredith, eine Schauspielkollegin, zu sich ein. Als Jane ihn überraschend auf einer Theaterprobe besucht, wo gerade eine Liebesszene geprobt wird, fühlt er sich nicht sehr wohl in seiner Haut. Die Ehe driftet immer mehr auseinander. Als André eines Nachts stundenlang auf Jane wartet, hegt er den schlimmen Verdacht des Ehebruchs. Wirre Gedanken gehen ihm durch den Kopf, ohne dass er, der in seinen Theaterstücken für alles eine Lösung findet, eine Idee hat, wie er sich nun verhalten soll. Als er seine Frau bei einer Tagung über medizinische Themen findet, kann er nicht widerstehen in einer Pause vors Mikrofon zu treten und zu rufen: „Jane, wo warst du letzte Nacht?“ Die Zeitungen greifen das Thema, das ihnen interessanter als medizinische Forschungsergebnisse scheint, natürlich auf und Jane steht als Blamierte da. Die Zeitungen überschlagen sich mit der Frage, wo Jane letzte Nacht gewesen sei. Doch es gibt eine ebenso simple wie gleichzeitig erstaunliche Erklärung dafür, wo Jane letzte Nacht war. Sie wartete in der Wohnung ihres Mannes auf ihn! Von nun an ändert sich alles und getrennte Wohnungen braucht das Paar auch nicht mehr.

## Hintergrund
Gedreht wurde vom 16. Juli 1941 bis August 1941 in den Universal Studios in Universal City im Los Angeles County in den USA. In den USA wurde der Film am 31. Oktober 1941 erstaufgeführt, in Deutschland startete er im November 1945. In Österreich kam er ebenfalls im Jahr 1945 in die Kinos unter dem Titel Sprechstunden für Liebe. Der Arbeitstitel des Films war Heartbeat, so lautet auch die Originalerzählung von Ladislaus Bus-Fekete.
Die Feldman-Blum Corp. kaufte Bus-Fekete die Filmrechte an dem Buch für 8000 Dollar ab, wobei der Regisseur Otto Preminger für eine Verfilmung vorgesehen war. Später bot man die Rechte Howard Hughes, Warner Brothers und Twentieth Century Fox an, jedoch ohne Erfolg. Schließlich verkaufte man das Skript für 50.000 Dollar an Universal. Der fertige Film wurde versuchsweise am 22. Oktober 1941 in Glendale aufgeführt, um die Zuschauerreaktionen zu testen. Die New York Times berichtete im Juli 1946, dass dieser Film einer der ersten amerikanischen Filme während des Zweiten Weltkriegs gewesen sei, in dem auch deutsche Zivilisten dargestellt worden seien. Margaret Sullavan, Charles Boyer und Regisseur William A. Seiter hatten zuvor bereits gemeinsam in dem Universal-Film Back Street zusammengearbeitet. Charles Boyer sprach über seine Rolle in einer Lux-Radio-Sendung vom 23. Februar 1942. Die Sendung wurde am 1. Mai 1944 wiederholt.

## Kritiken
Das Lexikon des internationalen Films meinte, dass es sich „trotz versiert vorgetragener Situationskomik [um] eine wenig originelle Boulevard-Komödie [handele].“ Bosley Crowther von der New York Times meinte sinngemäß, „dass die Geschichte auch mit Charles Boyers Charme nicht mehr als Haut und Knochen biete, Raffinesse sei so dünn gesät, wie eine dünne Schicht auf einem alten Rahmen, der klappere. Diese Mann-Frau-Geschichte, die in eheliche Bindungen münde und in der ein romantischer Dramatiker eine Seelenverwandte in einer allein vom Verstand bestimmten Ärztin sehe, sei nicht nachvollziehbar. Warum ausgerechnet sie ihn so stark anziehe, (außer dass es nun mal Margaret Sullavan sei) bleibe ein Geheimnis. Das Talent zweier sympathischer Stars werde hier eher vergeudet. Diese Geschichte habe nicht mehr Originalität oder Geist als ein zehn Jahre alter Witz. Natürlich biete der Film auch etliche Stellen zum Lachen, der Rest jedoch sei Illusion mit Sternen garniert.“ Variety kam sinngemäß zu dem Schluss, dass Sprechstunde für Liebe ein ordentlich konstruierter Film sei, der gute Unterhaltung biete. […]. Er biete etwas zum Lachen und Situationen, die ihre Wirkung nicht verfehlen würden. Boyer würde gut vermitteln, dass er mit großer Zuversicht in die Ehe gehe und Sullavan spiele mit Charme und der Fähigkeit zu vermitteln, wie sie von der strengen Ärztin zu einer romantischen, liebenden Frau werde.

## Auszeichnungen
Auf der Oscarverleihung 1942 war Bernard B. Brown in der Kategorie „Bester Ton“ für einen Oscar nominiert, der jedoch an Jack Whitney und das Filmdrama Lord Nelsons letzte Liebe (That Hamilton Woman) ging.